# 大阪市立榎並小学校
大阪市立榎並小学校（おおさかしりつ えなみしょうがっこう）は、大阪府大阪市城東区にある公立小学校。
学校敷地は中世の城郭・榎並城跡に立地するとされている。

## 沿革
明治時代初期の学制発布に伴い、1876年に当時の東成郡野江村（町村制実施により東成郡榎並村）に設置された学校・野江学校を起源とする。その後榎並尋常小学校に改称している。
当初は現在地よりもやや南側（野江水神社の南側）に校舎があったが、1903年に現在地に移転している。1918年には高等科を併設し、榎並尋常高等小学校となった。
1941年の国民学校令の実施により、大阪市榎並国民学校へと改称した。翌1942年には従来の榎並校の校区を分離する形で、大阪市関目国民学校（現在の大阪市立関目小学校）が開校している。
校区は1925年の大阪市編入後東成区、次いで1932年の分区により旭区に属していた。1943年には大阪市の行政区分増区・再編により、従来の旭区の一部が新設の城東区および都島区に編入された。このため当時の校区（現成育・内代各校の校区を含む）の中を行政区の境界線が通るようになり、校区は城東区と都島区の2行政区にまたがる形になった。
太平洋戦争の戦局悪化により、大阪市を含む大都市の国民学校の児童に対し、1944年以降学童疎開を実施するよう指示が出された。大阪市では縁故疎開できない児童に対して学校単位で集団疎開させることになり、疎開先の府県は各行政区ごとに指定された。当時の城東区には福井県が疎開先として割り当てられ、榎並国民学校の児童は1944年9月以降、福井県坂井郡芦原町・金津町・本荘村・北潟村（以上、現在のあわら市）および同郡三国町・加戸村（以上、現在の坂井市）へ疎開した。現地の三国町南国民学校（現在の坂井市立三国南小学校）・金津国民学校（現在のあわら市金津小学校）などが疎開児童を受け入れている。
1947年の学制改革により、大阪市立榎並小学校に改称した。
児童数増加のため、1950年には大阪市立榎並東小学校（開校直後に大阪市立成育小学校に改称）を分離している。また1952年には内代分校を開設し、翌1953年には従来の校区から都島区の区域を分離する形で分校が独立、大阪市立内代小学校が開校した。

### 年表
- 1876年5月1日 - 野江学校として創立。
- 1892年4月 - 東成郡榎並尋常小学校と改称。
- 1903年8月 - 現在地に移転。
- 1918年3月 - 高等科を併設し、東成郡榎並尋常高等小学校と改称。
- 1925年4月 - 榎並村が大阪市に編入されたことに伴い、大阪市榎並尋常高等小学校と改称。
- 1941年4月 - 国民学校令により、大阪市榎並国民学校と改称。
- 1942年4月 - 大阪市関目国民学校（現在の大阪市立関目小学校）を分離。
- 1947年4月 - 学制改革により、大阪市立榎並小学校と改称。
- 1950年4月 - 大阪市立成育小学校を分離。
- 1953年4月 - 大阪市立内代小学校を分離。

## 通学区域
- 大阪市城東区 野江1-4丁目、成育4丁目（一部）。

卒業生は大阪市立蒲生中学校に進学する。

## 交通
- 地下鉄谷町線 野江内代駅 1号出口すぐ。
- おおさか東線JR野江駅
- 京阪本線 野江駅 北西へ約800m。